# Hans Gmelin (Rechtswissenschaftler)
Johann Georg gen. Hans Gmelin (* 13. August 1878 in Karlsruhe; † 14. Februar 1941 in Gießen) war ein deutscher Rechtswissenschaftler.

## Leben und Werk
Gmelin war der Sohn des Theologen und zuletzt großherzoglich badischen Archivrats Moriz Friedrich Gmelin (1839–1879), der 1872 den „Stammbaum der Familie Gmelin“ verfasst hatte. Hans Gmelin gründete in dieser Tradition den 1930er Jahren den bis heute bestehenden Familienverband.
Gmelin studierte insgesamt acht Semester Rechtswissenschaften und Geschichte an den Universitäten Tübingen, Heidelberg, München, Berlin, Bonn und Freiburg im Breisgau, wo er 1901 das Erste Staatsexamen ablegte und 1905 promoviert wurde. Als Schüler von Richard Schmidt habilitierte er sich hier bereits im Wintersemester 1906/07, bekam am 30. Oktober 1906 die venia legendi für das Fach Staatsrecht und wurde 1912 außerordentlicher Professor. Im Frühjahr 1913 folgte er dem am 2. Mai 1913 ergangenen Ruf an die Christian-Albrechts-Universität Kiel als Extraordinarius, aber wurde am 30. Juli 1913 an die Ludwigsuniversität Gießen als Ordinarius für öffentliches Recht berufen (Verwaltungsrecht, Kirchenrecht und Völkerrecht). Er war viermal Dekan seiner Fakultät. Im Ersten Weltkrieg wurde er mehrfach in Belgien verwundet. 
Gmelin setzte sich für den Föderalismus ein und plädierte für die Erhaltung Preußens als Gliedstaat des Deutschen Reiches, indem er Kritik am ersten Entwurf der Reichsverfassung von 1919 übte. Er veröffentlichte besonders im Jahrbuch des öffentlichen Rechts. Gmelin war Gründungsmitglied der Vereinigung der deutschen Staatsrechtslehrer und Mitglied der Deutschen Volkspartei, für die er im Gießener Stadtrat saß.
Gmelin war seit 1920 mit der Deutschschweizerin Marta Meili (geb. 23. Oktober 1900 in Gütersloh, gest. 18. November 1982 in Laubach) verheiratet und Vater von zwei Söhnen. Er starb infolge einer Angina pectoris an Herzversagen. 
Einer von Gmelins akademischen Schülern war der spätere Bundesaußenminister Heinrich von Brentano.

## Schriften
- Studien zur spanischen Verfassungsgeschichte des neunzehnten Jahrhunderts, Enke, Stuttgart 1905 (zugleich: Universität Freiburg, jur. Diss., 1905).
- Über den Umfang des königlichen Verordnungsrechts und das Recht zur Verhängung des Belagerungszustandes in Italien. Braunsche Hofbuchdruckerei, Karlsruhe 1907.
- Die Verfassungsentwicklung von Algerien. Mit einem Anhang Gesetzestexte und Entwürfe. Band 5 der Abhandlungen des Hamburgischen Kolonialinstituts Friedrichsen, Hamburg 1911.
- Denkschrift über die Amtssprache der Stadt Brüssel und der umliegenden Gemeinden, Staatsdruckerei, Brüssel 1918.
- Warum ist der Reichsverfassungs-Entwurf für uns Süddeutsche unannehmbar? von Münchow, Gießen 1919.
- Entspricht der zweite Reichsverfassungsentwurf unseren Erwartungen? Emil Roth, Gießen 1919.
- Einführung in das Reichsverfassungsrecht. Quelle u. Meyer, Leipzig 1929.
- Politische Abhängigkeit von Staaten (= Sonderabdruck aus der Festgabe für Richard Schmidt zu seinem 70. Geburtstag 19. Januar 1932). Hirschfeld, Leipzig 1932.